# جون إل. لورانس
جون إل. لورانس (بالإنجليزية: John L. Lawrence)‏ هو دبلوماسي وسياسي أمريكي، ولد في 2 أكتوبر 1785 في نيويورك في الولايات المتحدة، وتوفي في 24 يوليو 1849 بسبب كوليرا. انتخب عضو جمعية ولاية نيويورك وانتخب عضو مجلس ولاية نيويورك.